# هديس زوبانوفيتش
هديس زوبانوفيتش مواليد 14 يناير 1978 في سراييفو، جمهورية يوغوسلافيا الاشتراكية الاتحادية، هو لاعب كرة قدم بوسني سابق كان يلعب كمهاجم.

## المسيرة الاحترافية

### أندية لعب لها
- نادي جيلييزنيتشار ساراييفو
- نادي كارديمير كارابوك سبور
- نادي جيلييزنيتشار ساراييفو
- إسطنبول سبور
- أنجي محج قلعة
- فيليز موستار
- نادي دبا الحصن

## روابط خارجية
- هديس زوبانوفيتش على موقع اتحاد تركيا (لاعب) (الإنجليزية)
- هديس زوبانوفيتش على موقع قاعدة بيانات كرة القدم.إي يو (الإنجليزية)
- هديس زوبانوفيتش على موقع Soccerway.com (الإنجليزية)
- هديس زوبانوفيتش على موقع عالم كرة القدم.نت (الإنجليزية)